# Gabriella Dorio
Gabriella Dorio (Veggiano, Véneto, Italia, 27 de junio de 1957) es una atleta italiana especialista en carreras de media distancia que fue campeona olímpica de 1.500 metros en los Juegos de Los Ángeles 1984.

## Inicios
Fue una atleta muy precoz, ya que con solo 16 años se proclamó campeona de Italia en los 1.500 metros. Su primera gran competición internacional fueron los Campeonatos de Europa de Roma en 1974, donde fue 9.ª en la final de los 1.500 m y semifinalista en los 800 m
En 1976 participó en los Juegos Olímpicos de Montreal, donde fue 6.ª en los 1.500 m. 
Cuatro años después, en los Juegos Olímpicos de Moscú 1980 fue finalista tanto en 800 m (donde acabó 8.ª) como en 1.500 m (donde acabó 4.ª). En esta última prueba batió además el récord de Italia con 4:00,3. 
Pocos días después de los Juegos, durante la Golden Gala de Roma, bajó por primera vez de los 4 minutos en esta prueba, con 3:59,82
Su primer triunfo en una competición importante llegó en 1982 durante los Campeonatos de Europa indoor de Milán, donde ganó en los 1.500 m Ese mismo verano, en los Europeos al aire libre de Atenas, ganó la medalla de bronce en la misma prueba.
En los Mundiales al aire libre de Helsinki 1983 sufrió una decepción, ya que estaba entre las favoritas a medalla y solo pudo ser 7.ª en los 1.500 m

## Los Ángeles 1984
El gran momento de su carrera deportiva llegaría en los Juegos Olímpicos de Los Ángeles 1984. Ya en la final de los 800 metros celebrada el 6 de agosto, se quedó a las puertas del podio al ser 4.ª.
Cinco días más tarde se disputó la final de su mejor prueba, los 1.500 m. En asusencia de las soviéticas, la gran favorita era la rumana Doina Melinte, campeona en los 800 m y que aspiraba a hacer el doblete. Sin embargo Dorio ya la había derrotado en la Universiada de Edmonton el año anterior.
Al principio la carrera fue táctica, desarrollada a un ritmo lento. A mitad de carrera el ritmo se aceleró, con Dorio siguiendo en todo momento la estela de Melinte. A falta de 250 metros, la rumana tomó la cabeza de la prueba. Dorio la marcaba estrechamente y en la última curva atacó con fuerza y se impuso al sprint dejando a Melinte con la plata. El tiempo de la ganadora fue de 4:03,25.
El triunfo de Gabriella Dorio fue una de las grandes sorpresas del atletismo en estos Juegos. Es justo decir que se benefició enormemente de la ausencia, a causa del boicot, de las mediofondistas soviéticas. De las diez primeras del ranking mundial de ese año en 1.500 m, seis eras soviéticas.
El oro olímpico culminaba de forma brillante su carrera deportiva, que incluía cinco finales olímpicas. Después de los Juegos se retiró del atletismo. Años después regresó de forma ocasional e incluso participó con 34 años en los Mundiales de Tokio de 1991, aunque sin resultados notables.
Gabriella Dorio es la mejor mediofondista italiana de la historia. Ganó 17 títulos de campeona de Italia al aire libre, y 4 en pista cubierta, además de ser dos veces campeona de Italia de cross-country. Sigue conservando los récords de Italia de 800 m (1:57,66), 1.000 m (2:33,2), 1.500 m (3:58,65) y la milla (4:23,29) 

## Resultados
- Europeos de Roma 1974

9.ª en 1.500 m
- Juegos Olímpicos de Montreal 1976

6.ª en 1.500 m (4:07,27)
- Europeos de Praga 1978

semif. en 800 m, 6.ª en 1500 m (4:01,3)
- Juegos Olímpicos de Moscú 1980

8.ª en 800 m (1:59,2), 4.ª en 1500 m (4:00,3)
- Universiada de Bucarest 1981

2.ª en 800 m, 1.ª en 1500 m
- Copa del Mundo de Roma de 1981

4.ª en 800 m (1:59,43), 2.ª en 1500 m (4:03,75)
- Europeos Indoor de Milán 1982

1.ª en 1500 m (4:04,01)
- Europeos de Atenas 1982

3.ª en 1500 m (3:59,02)
- Europeos Indoor de Budapest 1983

4.ª en 1500 m (4:17,42)
- Universiada de Edmonton 1983

1.ª en 1500 m
- Mundiales de Helsinki 1983

7.ª en 1500 m (4:04,73)
- Europeos Indoor de Gotemburgo 1984

8.ª en 1500 (4:23,76)
- Juegos Olímpicos de Los Ángeles 1984

4.ª en 800 m (1:59,05), 1.ª en 1500 m (4:03,25)
- Mundiales de Tokio 1991

elim. en 800 m, elim. en 1500 m

## Mejores marcas
- 800 metros - 1:57,66 (Pisa, 05 Jul 1980)
- 1.500 metros - 3:58,65 (Tirrenia, 25 Ago 1982)
- 3.000 metros - 8:48,65 (Rovereto, 13 Sep 1981)

- Datos: Q254667
- Multimedia: Gabriella Dorio / Q254667